# Scanner a retrodiffusione di raggi X

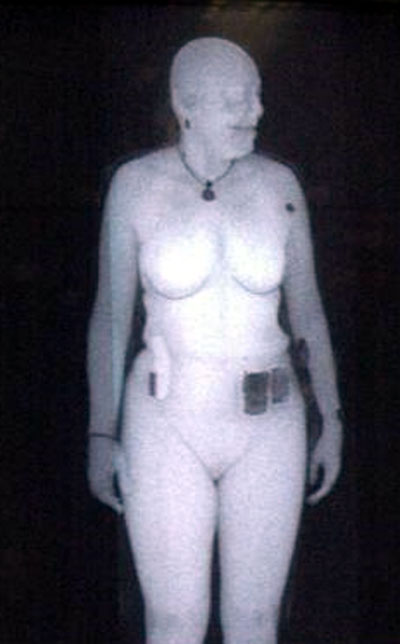
Immagine di una donna ottenuta con la tecnologia di scansione a retrodiffusione di raggi X

Un body scanner a retrodiffusione di raggi X è un dispositivo di imaging dell'intero corpo utilizzato per lo screening di sicurezza negli aeroporti.
Gli strumenti radiologici tradizionali a raggi X permettono di differenziare i vari materiali da variazioni della trasmissione della radiazione attraverso l'oggetto in esame; al contrario, nella retrodiffusione (backscatter) a raggi X viene rilevata e misurata l'energia della radiazione riflessa indietro dal bersaglio.